# Ophiothrix quinquemaculata
Ophiothrix quinquemaculata är en ormstjärneart som beskrevs av Delle Chiaje. Ophiothrix quinquemaculata ingår i släktet Ophiothrix och familjen Ophiothrichidae. Inga underarter finns listade i Catalogue of Life.